# Willige Arme
Willige Arme ist eine Bezeichnung für einige mittelalterliche Konvente von Beginen und Celliten.

## Geschichte
Seit dem 14. Jahrhundert wurden einige Gemeinschaften von Beginen und Celliten in ihren Städten als willige Arme bezeichnet. Dieses leitete sich vom Gebot der freiwilligen Armut (neben Keuschheit und Gehorsam) ab. 1374 wurden die Beginen zum Beispiel in einer Bulle von Papst Gregor IX. als persone pauperes (arme Personen) bezeichnet. Die genaue Entwicklungsgeschichte dieses Begriffs wurde bisher noch nicht umfassend erforscht.
Ein Kloster der willigen Armen gab es in Halberstadt noch bis 1810.

## Einzelne Häuser
Bisher sind nur wenige Konvente bekannt, die als willige Arme in historischen Quellen bezeichnet wurden. Diese lagen vor allem im schwäbischen und im mitteldeutschen Raum.
Schwaben
Im historischen schwäbischen Gebiet (jetzt auch in Bayern und der Schweiz) wurden diese Konvente (mindestens einmal) als willige Arme bezeichnet.
- Augsburg[1]
- Basel, Haus zum schwarzen Bären, Beginen aus Köln[2]
- Bern, Beginen (oder Cellitinnen?)[3]
- Freiburg, Brüder, später Franziskaner-Terziaren[4]
- Wertheim, Beginen

Rheinland
- Neuss, Celliten/Alexianer

Mitteldeutschland
- Halberstadt, Kloster der willigen Armen, Cellitinnen/Alexianerinnen
- Hildesheim, Lüllekehaus, Celliten[5][6]